# 2893 Peiroos
2893 Peiroos este un asteroid descoperit pe 30 august 1975 de Felix Aguilar Obs..